# Cykata

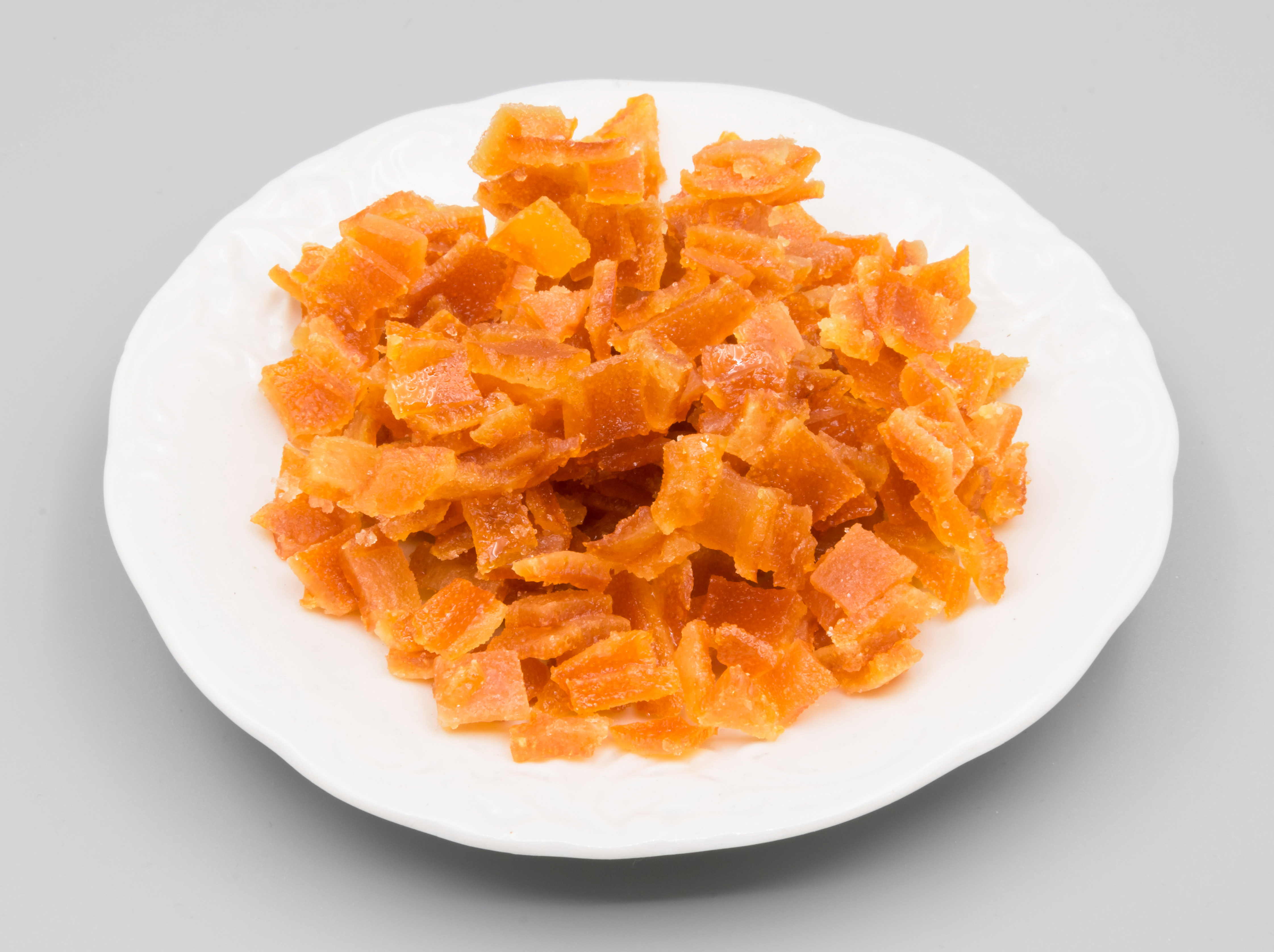
Kandyzowana skórka pomarańczowa

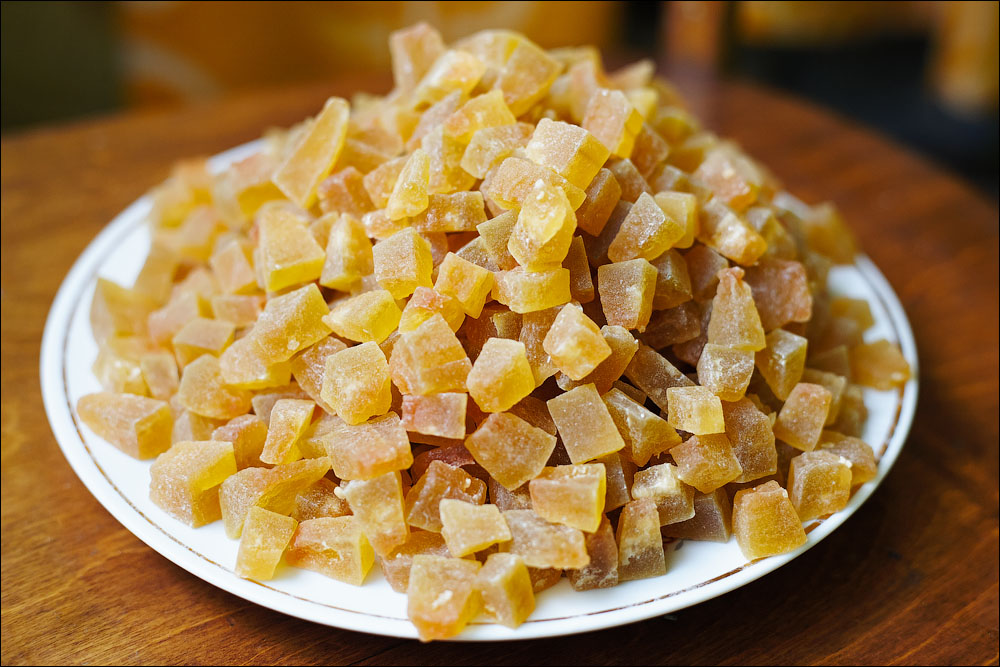
Kandyzowane skórki arbuza pokrojone w kostkę

Cykata – kandyzowane skórki owocowe, najczęściej z cytrusów, wykorzystywane do wyrobów cukierniczych.
Słowo to pochodzi najprawdopodobniej z języka włoskiego, według niektórych źródeł od succada (wł. succo – sok), ale przypuszcza się, że należy je jednak wiązać z włoskim zuccata (wł. zucca – dynia). Początkowo nazwą cykata określano przede wszystkim kandyzowane skórki cytronu, jednego z najstarszych znanych owoców cytrusowych, charakteryzującego się bardzo grubą skórką. Obecnie najczęściej spotykana jest cykata ze skórek pomarańczy lub cytryny, choć przygotowuje się ją również między innymi ze skórek arbuzów, melonów, dyni, a także na przykład liści tataraku.
Skórki takie są krojone, obsmażane w miodzie lub cukrze, a następnie mogą być użyte jako dodatek albo dekoracja w różnego rodzaju ciastach lub innych deserach. Tradycyjnie cykatę przygotowywano ze skórek niedojrzałych owoców. Należało je wówczas najpierw przez kilkadziesiąt dni moczyć w solance.